# John Miller Andrews

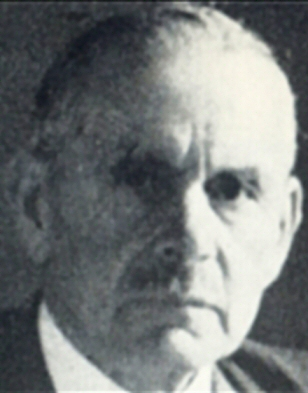
John Miller Andrews (um 1920)

John Miller Andrews (* 17. Juli 1871 in Comber, County Down; † 5. August 1956 ebenda) war ein nordirischer Politiker und der zweite Premierminister Nordirlands.
Andrews wurde 1871 in Comber im nordirischen Teil des Vereinigten Königreiches geboren. Seine Schulausbildung erhielt er an der Royal Belfast Academical Institution. Er verdiente sein Geld mit einer Flachs-Spinnerei. Zudem war er ein vermögender Landbesitzer. Sein Bruder Thomas Andrews, technischer Direktor der Harland and Wolff Schiffswerft in Belfast, kam 1912 beim Untergang der Titanic ums Leben. Andrews war von 1921 bis 1953 Abgeordneter im Nordirischen House of Commons. Vor seiner Wahl zum Premierminister im Jahre 1940 war er in anderen Funktionen im Kabinett, darunter Arbeits- und später Finanzminister.
Ein Streit mit Hinterbänklern im Jahre 1943 endete mit seinem Rücktritt, er blieb jedoch drei weitere Jahre ein anerkannter Parteiführer. Seit 1929 war Andrews das letzte Mitglied im Parlament, welches dem Gründungsparlament von 1921 angehörte und war daher als Father of the House angesehen.
Andrews war, wie alle sechs Premierminister, Mitglied des Oranier-Ordens. 1948 wurde er zum Großmeister des Oranier-Ordens ernannt.
John Miller Andrews war aktives Mitglied der Non-Subscribing Presbyterian Church of Ireland. Er ging regelmäßig in seiner Heimatstadt Comber zum Sonntagsgottesdienst. Er ging in die Kirche, die auf einem Grundstück gebaut war, welches von seinem Urgroßvater gestiftet wurde. Nach seinem Tode wurde er auf dem kleinen Friedhof an der Kirche beigesetzt.
Sein Name wird in einigen Quellen als Millar Andrews wiedergegeben. Der Name stammt vom Großonkel mütterlicherseits, John Miller of Comber (1795–1883).